# Biserici de lemn din Bosnia și Herțegovina

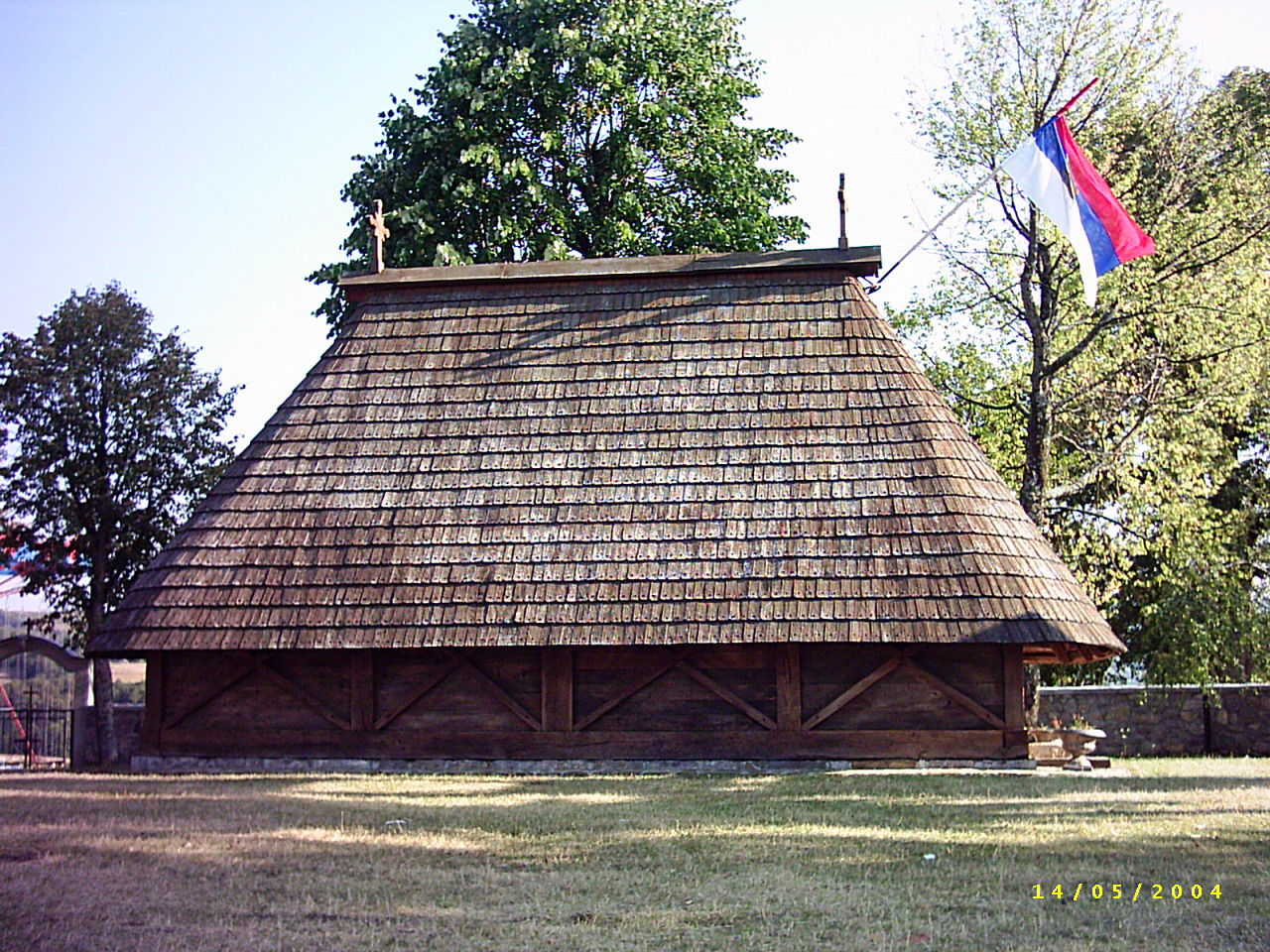
Biserica de lemn din Javorani, Bosnia şi Herţegovina, ridicată în anul 1757.

Bisericile de lemn din Bosnia și Herțegovina formează un patrimoniu foarte redus dar prețios în arhitectura sacrală de lemn din Europa. În Bosnia și Herțegovina se păstrează mai mult de 10 biserici de lemn construite înainte de anul 1918. Cele mai vechi biserici de lemn sunt databile în secolele 18 și 19. 

## Trăsături
Bisericile de lemn din Bosnia și Herțegovina prezintă multe trăsături comune cu bisericile de lemn din Serbia precum și cu cele românești din Banat, Oltenia și Muntenia.